# دینگ سونگ
دینگ سونگ (انگلیسی: Ding Song؛ زادهٔ ۱۹۷۱) یک ورزشکار اهل جمهوری خلق چین است.
وی در مسابقات کشوری و بین‌المللی در مجموع برنده ۳ مدال طلا، ۱ مدال برنز شده‌است.